# Православна вера и живот (часопис)
Православна вера и живот : часопис Православне епархије крушевачке је часопис који излази од 1995. у Крушевцу и бави се питањима православне вере и црквеног живота.

## Историјат
Лист покреће свештенство града Крушевца: Љубиша Јовановић, Љубивоје Радовић, Драги Вешковац и Радиша Јовановић, године 1995. до 1997. Лист издаје свештенство цркве Лазарице од 1997. до 2011. године, а надаље Православна епархија крушевачка. Од 2011. године, са насловом Православна вера и живот, постаје часопис Православне епархије крушевачке. Прва два броја била су димензија 20 цм, а остали 29 цм. Поднаслов од бр. 1 (2012) часопис Православне епархије Крушевачке.

## Периодичност
Излазио је као месечник, потом сваког другог месеца, па четири пута годишње. Као епархијски часопис излази 3 пута годишње.

## Теме
Доноси чланке из области богословља, црквене историје, свакодневног живота цркве записе са поклоничких путовања, поуке из области вере.

## Уредници
- Од 1995 до 1997. Љубиша Јовановић, Љубивоје Радовић, Драги Вешковац и Радиша Јовановић
- Од 1997. до 2007. одговорни уредник Љубивоје Радовић
- Од 2007. до 2011. Драги Вешковац
- Од 2001. до 2012. главни уредник Љубица Петковић
- Од 2012. и даље главни и одговорни уредник Радиша Јовановић